# Idiat Shobande
Idiat Shobande es una actriz nigeriana que ha aparecido principalmente en películas en idioma yoruba. En 2011 fue nominada en la categoría de mejor actriz protagónica en los Premios de la Academia del Cine Africano por su desempeño en la cinta Aramotu.

## Carrera
Shobane nació en el seno de una familia del Estado de Ogun. Ingresó a la escena de Nollywood en 1995. En 2011 reveló al diario Vanguard que su papel en Aramotu como una mujer rica y poderosa, la impulsó a defender un caso de igualdad de género en Nigeria. Ha figurado en otras producciones de Nollywood como Iyawo Saara, Abode Mecca, Kondo Olopa, Omo Iya Ajo, Kondo Olopa (2007), Láròdá òjò (2008) y Igbeyin Ewuro (2009).
En 2011 fue nominada a los Premios de la Academia del Cine Africano, galardón que finalmente obtuvo la actriz Ama Abebrese.